# Gorenje Selce
Gorenje Selce je naselje u slovenskoj Općini Trebnju. Gorenje Selce se nalazi u pokrajini Dolenjskoj i statističkoj regiji Jugoistočnoj Sloveniji. 

## Stanovništvo
Prema popisu stanovništva iz 2002. godine naselje je imalo 68 stanovnika.